# اوبرهاوزن (نویبورگ)
اوبرهاوزن (به آلمانی: (Oberhausen (Neuburg) یک شهر در آلمان است که در نویبورگ-شروبنهاوزن واقع شده‌است.

## خصوصیات
اوبرهاوزن ۳۱٫۹۴ کیلومترمربع مساحت دارد ۴۲۰-۴۴۵ متر بالاتر از سطح دریا واقع شده‌است.